# Hana to Yume
Hana to Yume (花とゆめ, Hanatoyume, "Bloemen en Dromen") is een tweemaandelijks Japans tijdschrift voor shojomanga uitgegeven door Hakusensha.
Het tijdschrift wordt elke maand op de vijfde en de twintigste dag uitgegeven. Het wordt door de liefhebbers vaak HanaYume (花ゆめ) genoemd. Het blad hanteert de grootte B5 en bevat altijd furoku (promotioneel materiaal), zoals drama-cd's, shitajiki, manga-anthologieën, briefpapier en kalenders.
In 2006 werd het tijdschrift verkozen tot het op drie na populairste mangatijdschrift voor meisjes in een enquête van Oricon.

## Over
Elke reeks die wordt uitgegeven in Hana to Yume wordt later gepubliceerd als tankōbon onder het label Hana to Yume Comics (花とゆめコミックス).
95% van de lezers van het tijdschrift is vrouwelijk. De demografie van het tijdschrift bestaat uit 4% lezers onder de 13 jaar, 62,2% lezers tussen de 13 en de 18 jaar en 18,6% 19- tot 23-jarigen. 15,2% is ouder dan 24.
In 2004 circuleerden er 300.416 exemplaren van Hana to Yume. Het jaar daarop zakten de verkoopcijfers tot 295.208. In 2006 werden er 289.375 exemplaren verkocht, terwijl van concurrent Sho-Comi slechts 260.218 exemplaren werden verkocht. In 2009 verkocht men 226.542 exemplaren.

### Geschiedenis
Hana to Yume begon in mei 1974 als een maandelijks blad. De omslag van het eerste deel toonde een tekening van Kazuko Koyeno. Het tijdschrift kostte toen nog 200 yen. Vanaf januari 1975 werd het een tweemaandelijks tijdschrift aan een prijs van 370 yen.
In 1976 maakte het zustertijdschrift LaLa (vroeger bekend als Hana to Yume LaLa) zijn opmaak. Later werd het een onafhankelijk tijdschrift met een eigen zusterblad: LaLa DX.
In 2009 vierde het tijdschrift zijn 35ste verjaardag. Om dit te vieren, zond Yahoo! Japan een uitzending van anderhalf uur uit op een internetradio.